# راوند زائف
راوند زائف أو راوند ذَكَر أو راوند انجليزي أو راوند شامي (الاسم العلمي:Rheum rhaponticum) هو نوع من النباتات يتبع جنس الراوند من الفصيلة البطباطية.